# Norris-Geysir-Becken

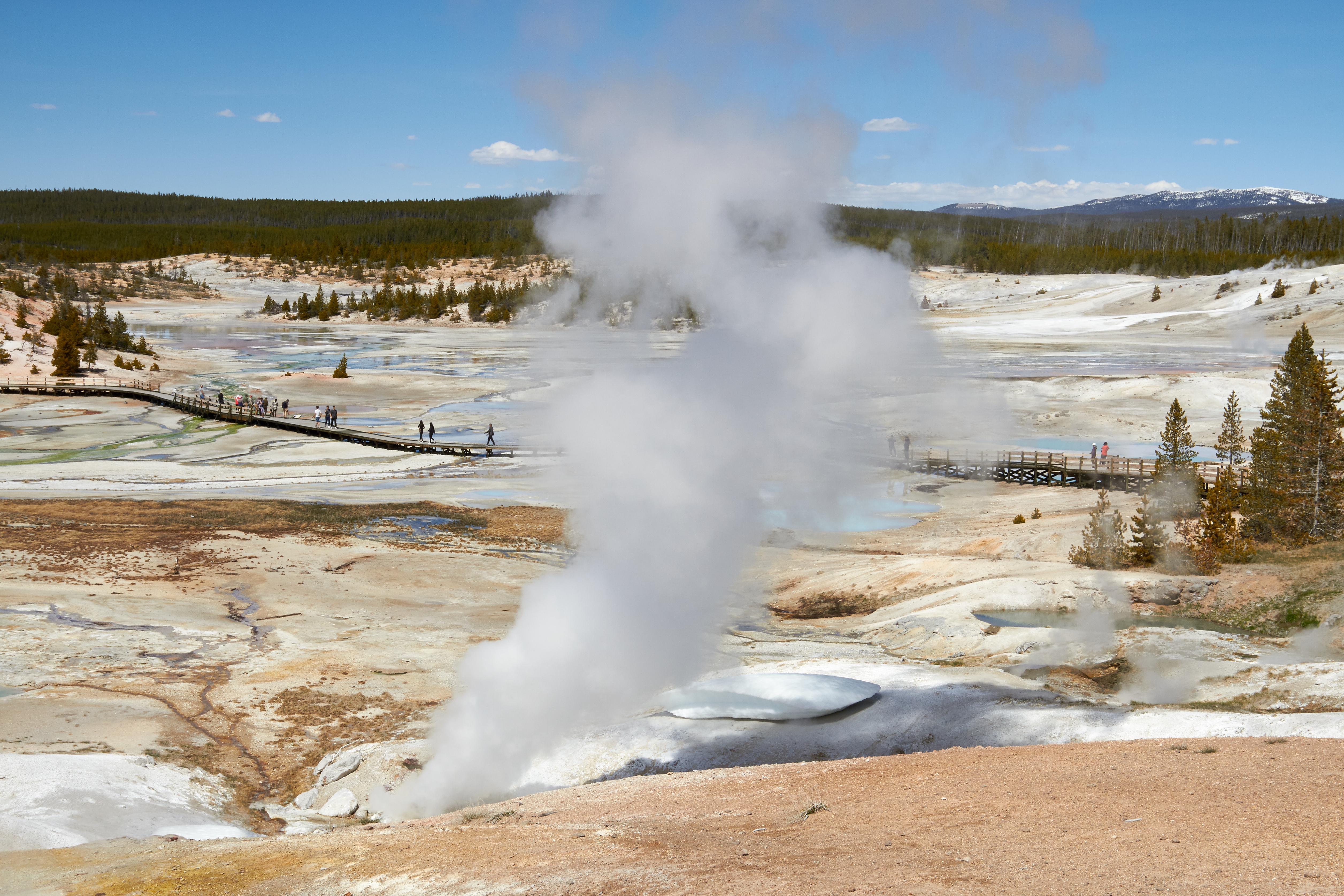
Norris-Geysir-Becken

Das Norris-Geysir-Becken (englisch Norris Geyser Basin) ist das heißeste Geysir-Becken des Yellowstone-Nationalparkes. Es befindet sich am nordwestlichen Rand der Caldera des Yellowstone-Vulkans, nahe der Ortschaft Norris Junction im US-Bundesstaat Wyoming. 
Das Becken besteht aus drei Hauptteilen: Porcelain Basin, Back Basin und One Hundred Springs Plain.
Es beheimatet mit dem Steamboat-Geysir den größten aktiven Geysir der Erde.
Im Norris-Geysir-Becken schneiden sich drei bedeutende Verwerfungen. Der Norris-Mammoth-Korridor ist eine Verwerfung, die von Norris durch Mammoth Hot Springs bis nach Gardiner verläuft. Die Hebgen-Lake-Verwerfung beginnt im Nordwesten von West Yellowstone und endet in Norris. Diese beiden Verwerfungen schneiden sich mit einer ringförmigen Bruchstelle, die vom Vulkanausbruch vor 640.000 Jahren herrührt. Diese Verwerfungen und die damit verbundenen Klüfte, durch die heißes Wasser zirkulieren kann, sind der Grund, weshalb das Becken derart heiß ist.

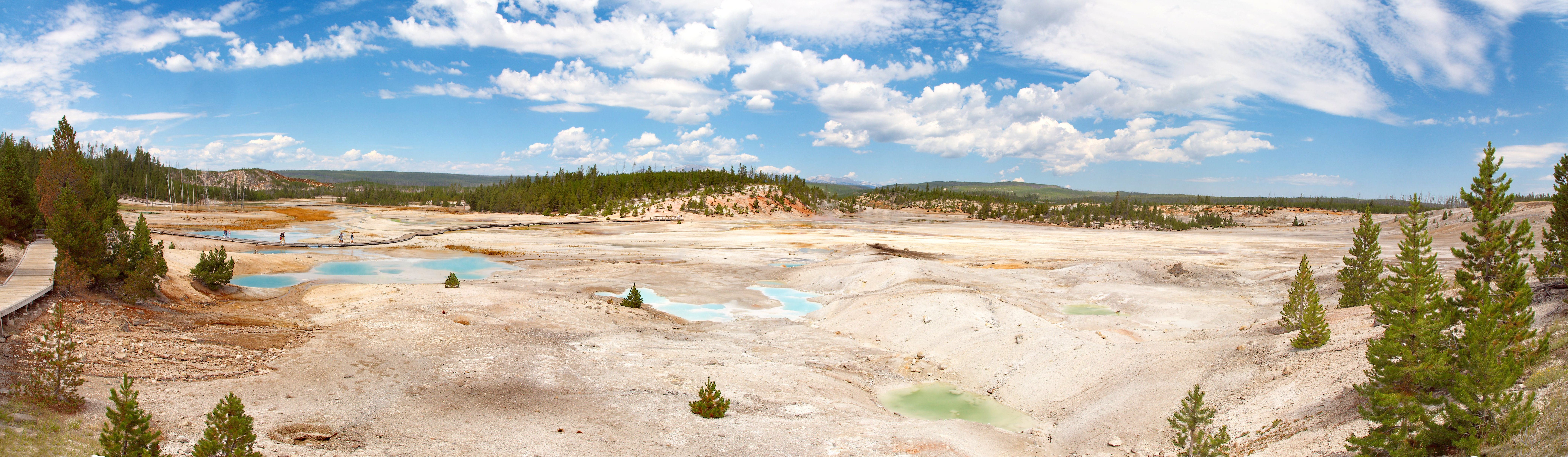
Panoramablick

Im Vergleich zu anderen Geysir-Becken des Nationalparkes ist das meiste Wasser im Norris-Becken sauer und nicht basisch. Es gibt sogar einige Geysire mit saurem Wasser, was sehr selten ist. Das Wasser des Echinus-Geysirs hat einen pH-Wert von ca. 3,5. Dieses saure Wasser erlaubt anderen Bakterien als in neutralen oder alkalischen heißen Quellen dort zu leben. Deshalb unterscheiden sich die Quellen im Norris-Becken farblich von den übrigen Quellen.
Im Juni 2016 fiel ein Tourist, der sich verbotenerweise außerhalb der Absperrungen bewegte, in das Norris-Becken und verstarb. Seine Leiche konnte nicht sofort geborgen werden. Am nächsten Morgen waren keinerlei sterbliche Überreste zu finden, so dass davon ausgegangen wurde, dass diese durch das kochende saure Wasser vollständig aufgelöst worden waren.

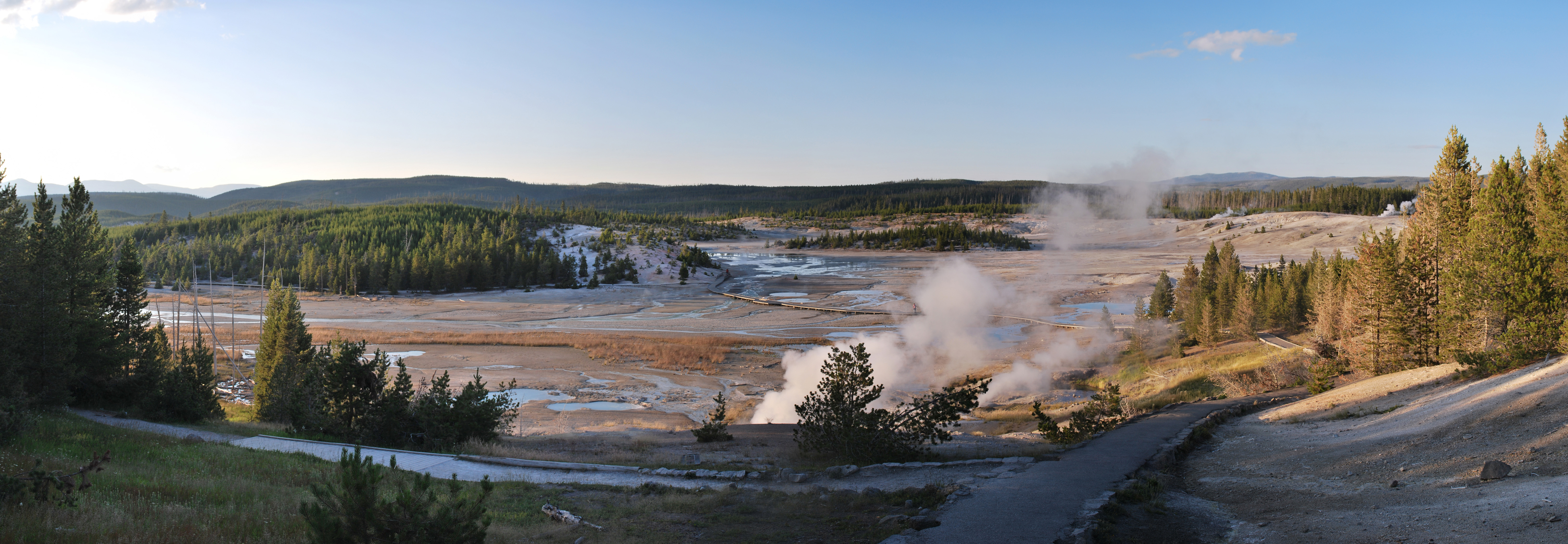
Panorama vom Porcelain Basin

Die Ragged Hills im Norris-Geysir-Becken sind hydrothermal veränderte Gletscher-Moränen. Als sich die Gletscher nach der letzten Kaltzeit zurückzogen, schmolzen die darunterliegenden hydrothermalen Aktivitäten die Reste des Eises und ließen Massen von Ablagerungen zurück. Dampf und heißes Wasser formten diese weiter. Die Ortschaft Madison liegt innerhalb der erodierten Flussrinnen der Lavaströme des letzten Vulkanausbruches. Sowohl die Gibbon-Fälle als auch die Virginia-Fälle liegen auf dem Rand der Caldera.

## Bildergalerie

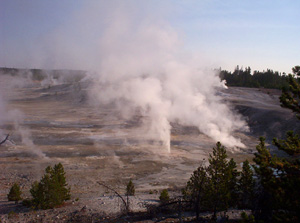
Norris-Geysir-Becken
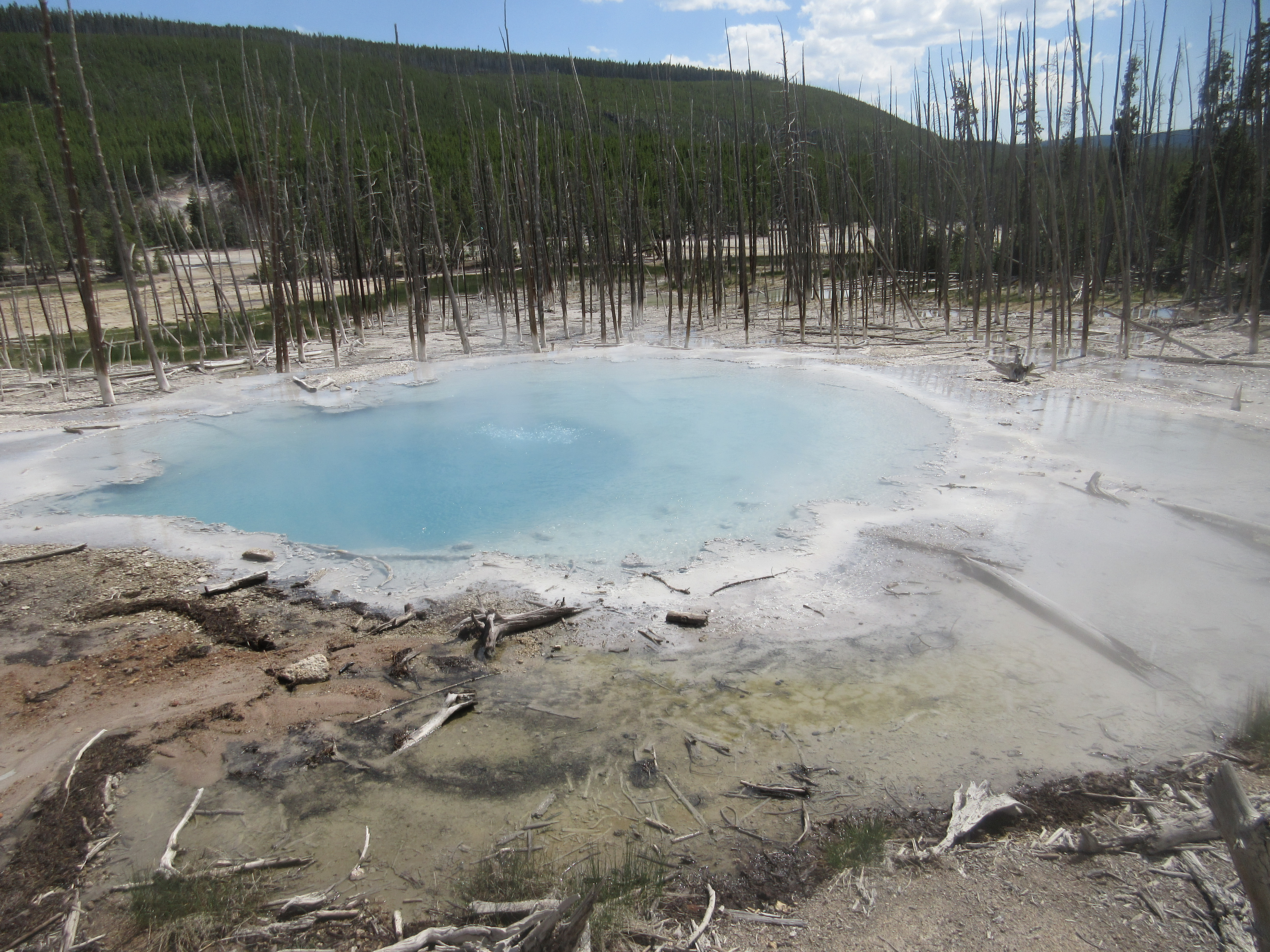
Cistern Spring im Back Basin
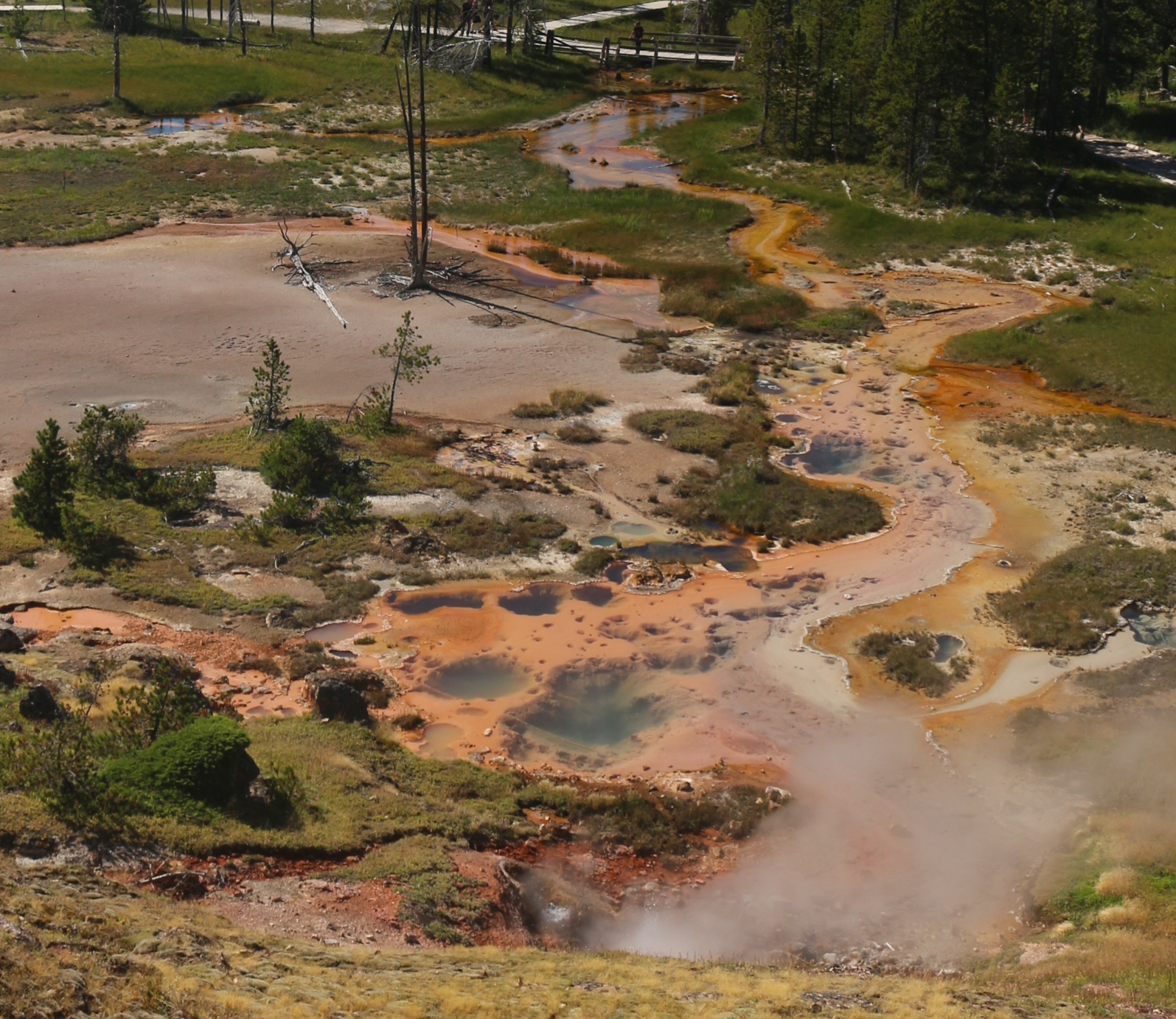
Artists' Paintpots

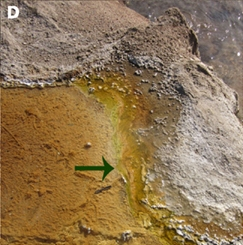
Übergang vom chemo- zum photosynthetischen Stoffwechsel (Pfeil), Perpetual Spouter
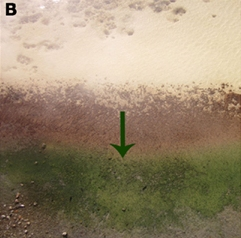
Gleicher Übergang an der Dragon Spring (beim Norris-Becken)
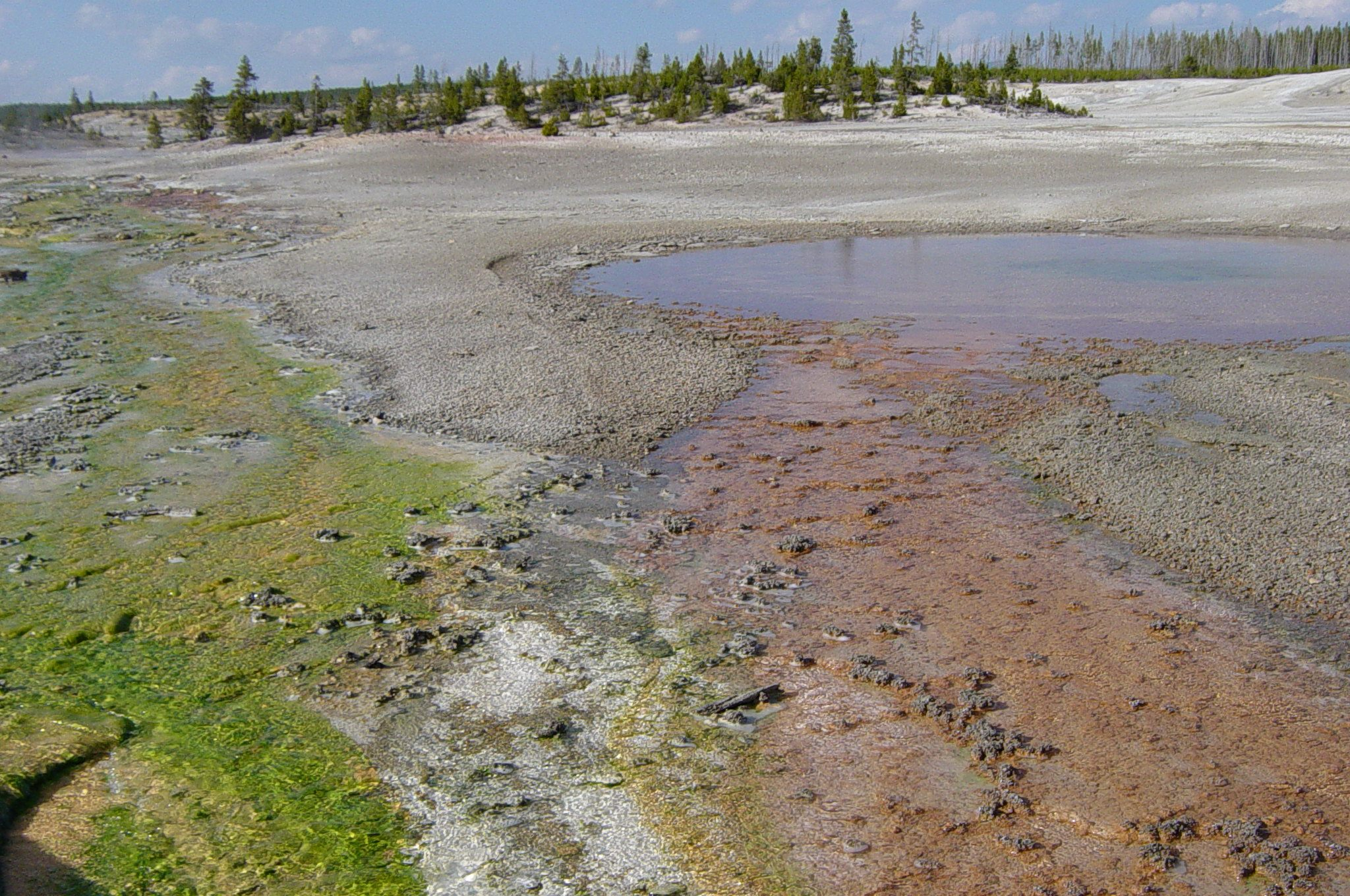
Algen auf der linken und Bakterien auf der rechten Seite wo sich die Abflüsse des Constant und des Whirlgig Geysirs treffen